# Biblioteca universitaria di Pisa
La Biblioteca Universitaria di Pisa è una biblioteca pubblica statale di Pisa. La biblioteca è stata inoltre individuata come istituto designato alla gestione del  deposito legale per la provincia di Pisa.

## Storia
La biblioteca fu aperta al pubblico nel 1742; inizialmente ebbe sede nei locali situati sotto la Specola astronomica, dal 1823 prese invece sede nel Palazzo della Sapienza che ancora occupa in parte, insieme alla facoltà di Giurisprudenza dell'Università di Pisa.
Il nucleo originario, costituito dal lascito del costituito dalla biblioteca privata di Giuseppe Averani fu in seguito accresciuto con lasciti e doni di privati e con i fondi provenienti dalle biblioteche delle Corporazioni religiose soppresse.
Successivamente (1757) venne l'acquisto di circa seimila volumi appartenuti ad Anton Francesco Gori, in particolare di ambito archeologico e antiquario, e nel 1771 per volere del Granduca Pietro Leopoldo acquisì numerose opere della Biblioteca Palatina Mediceo Lotaringia, che in quell'anno confluiva nella Biblioteca magliabechiana; poi ancora di Luigi Guido Grandi del Monastero dei Camaldolesi di San Michele in Borgo e il fondo dell'Orto Botanico.
Nell'Ottocento vennero acquisiti tra i vari i manoscritti dell'egittologo Ippolito Rosellini (che fu anche direttore della biblioteca dal 1835 al 1843), il fondo Angelo Fabroni, e quello Michele Ferrucci (che fu lungamente direttore della biblioteca, dal 1848 al 1881), e più recentemente  le biblioteche scientifiche di Filippo Corridi e Sebastiano Timpanaro e la raccolta storico-letteraria del Prof. Alessandro D'Ancona.
Nel 2012, a causa di segni di cedimento strutturale dovuti presumibilmente a scosse sismiche, la biblioteca venne chiusa al pubblico; parte del patrimonio è fruibile in sedi distaccate. Il 24 agosto 2015 i magazzini al palazzo della Sapienza si sono allagati a seguito di un temporale, con danni a libri antichi.
Nel giugno 2016, una perdita d'acqua ha danneggiato alcune centinaia di volumi, alcuni dei quali antichi.
Successivamente, nel novembre di quell'anno è cominciato il trasferimento di parte delle collezioni in depositi messi a disposizione dall'Archivio di Stato di Lucca.
Il 24 gennaio 2020 si è conclusa con vincitori la gara d'appalto per i lavori di restauro alla sede storica, che sono cominciati intorno al febbraio dell'anno successivo, ma poco dopo si sono «interrotti a causa della burocrazia e delle difficoltà con l’approvvigionamento dei materiali, causate dal Covid». Inoltre, i lavori di restauro non interesseranno il secondo piano della biblioteca, per cui manca ancora il progetto..
I lavori sono ripresi nel 2022, e si contava di poter disporre nuovamente della sede alla Sapienza per la fine del '23.

## Patrimonio
La biblioteca conserva quasi 1.400 manoscritti, tra i quali il Liber Maiolichinus de gestis pisani populi, che narra la conquista pisana delle Baleari nel secolo XII, e sette manoscritti provenienti dall'Orto Botanico contenenti tavole acquerellate con disegni di fiori, piante, animali e prospetti di giardini; possiede inoltre 162 incunaboli e oltre 7.000 cinquecentine. I volumi monografici e opuscoli sono 600.000; 6.500 le testate di periodici.

## Direttori
La cronologia dei direttori è riportata in Direttori della Biblioteca universitaria di Pisa : dall'apertura al pubblico (1742) ad oggi, su AIB-Web.
1. Giovanni Gualberto De Soria: dal 1742 al 1767
2. Giovanni Del Turco: dal 1768 al 1780
3. Cesare Malanima: dal 1780 al 1819
4. Giuseppe Piazzini: dal 1820 al 1832
5. Giuseppe Branchi: dal 1832 al 1835
6. Ippolito Rosellini: dal 1835 al 1843
7. Gaetano Savi: nel 1843
8. Francesco Bonaini: dal 1843 al 1848
9. Michele Ferrucci: dal 1848 al 1881
10. Ferdinando Ranalli: dal 1881 al 1883
11. Emilio Teza: dal 1884 al 1885
12. Felice Tribolati: dal 1885 al 1898
13. Ugo Morini: dal 1898 al 1911
14. Guido Manacorda: dal 1911 al 1913
15. Adolfo Avetta: dal 1913 al 1915
16. Gaetano Burgada: dal 1918 al 1921
17. Ulisse Ortensi: dal 1921 al 1935
18. Cesarina Pacchi: dal 1935 al 1956
19. Elena Amico Moneti: dal 1956 al 1969
20. Maria Jole Minicucci: dal 1970 al 1973
21. Lilia Paradisi D'Elia: dal 1973 al 1991
22. Francesco Prinzi: dal 1991 al 1994
23. Emilio Michelucci reggente: dal 1994 al 1997
24. Marco Paoli: dal 1997 al 2002
25. Alessandra Pesante: dal 2002 al 2012
26. Angela Marseglia: dal 2012 al 2018
27. Daniele Cianchi: dal 29 marzo 2018[12]